# Port-Margot
Port-Margot este o comună din arondismentul Borgne, departamentul Nord, Haiti, cu o suprafață de 147,5 km2 și o populație de 45.360 locuitori (2009).